# Tools of Destruction
Tools of Destruction – trzeci studyjny album fińskiego zespołu Thunderstone.

## Utwory
- Tool Of The Devil (4:04)
- Without Wings (4:45)
- Liquid Of The Kings (6:01)
- I Will Come Again (4:30)
- Welcome To The Real (6:36)
- The Last Song (4:21)
- Another Time (3:41)
- Feed The Fire (4:45)
- Weight Of The World (5:54)
- Land Of Innocence (8:15)

W wersji digipack są jeszcze dwa dodatkowe utwory:
- Spire (Acoustic Radio Live Version) (4:40)
- Spread My Wings (First Demo Version) (5:31)

## Twórcy
- Pasi Rantanen - śpiew
- Nino Laurenne - gitara
- Titus Hjelm - gitara basowa
- Mirka Rantanen - perkusja
- Kari Tornak - instrumenty klawiszowe